# 自貢陳家祠堂
自貢陳家祠堂位於四川省自貢市貢井區，文物遺址年代判定為清代。2007年6月1日公佈為四川省第七批文物保護單位。